# José Anacleto Ordóñez
José Anacleto Ordóñez Bermúdez (Granada, Provincia de Nicaragua, 1778 - San Salvador, El Salvador, 1839), también llamado Cleto Ordóñez y apodado El tuerto Ordóñez por sus detractores, fue un militar y político nicaragüense reconocido como el primer caudillo popular de Nicaragua. y un defensor del proyecto federal y del centroamericanismo.

## Orígenes
Según el investigador matagalpino Eddy Kühl Aráuz, era un mulato nacido en el barrio Santa Lucía de la ciudad de Granada, hijo de María Isidora Bermúdez, una mujer afrodescendiente o afroamericana de origen humilde e hijo natural del capitán Diego de Irigoyen, un aristócrata español de origen vasco que no lo reconoció.
Además, era hermano paterno del presbítero Policarpo Irigoyen (1775-1829), párroco de la entonces villa de Managua y Presidente de la junta gubernativa que se formó con sede en dicha villa. Algunos historiadores, erróneamente lo señalan como el padre biológico de Ordóñez. La realidad es que el cura Irigoyen procreó tres hijos con Francisca Zelaya: Leandro, Dolores y José María, todos Zelaya Irigoyen. Esto también, lo reafirman Emilio Álvarez Montalván y Eddy Kühl Aráuz.
El historiador nicaragüense Jerónimo Pérez describió a Ordóñez así:
"pequeño de estatura, delgado, color cobrizo y míope, por cuya razón le decían el tuerto. Se crió en condiciones difíciles, haciendo oficios menores como sirviente de la familia del Licenciado Juan Francisco Aguilar, se enroló en la milicia, destinado como Sargento primero de artillería en la fortaleza del puerto de Trujillo, en la actual Honduras."

## Aparición
El 16 de enero de 1823, Cleto Ordóñez dirige un levantamiento que lo convierte en Comandante de las Armas de Granada y proclama la independencia de Granada en contra de la anexión de la provincia de Nicaragua al Primer Imperio Mexicano de Agustín de Iturbide.

## Guerra civil de 1824
El Estado de Nicaragua es un caos debido a guerra civil de 1824 atisada por las diferencias políticas entre los liberales  (fiebres o calandracas) acaudillados por Cleto Ordóñez y los conservadores (serviles o timbucos) jefeados por Crisanto Sacasa Parodi.
Dicha situación caótica se evidencia en la existencia de Juntas Gubernativas simultáneas en León, Granada, Managua y El Viejo. En Granada, la situación era más compleja porque, entre el 20 de abril de 1823 y enero de 1825 coexistieron dos Juntas contradictorias entre sí.
La segunda, llamada Junta de Gobierno Revolucionaria (2 de julio de 1823 - enero de 1825) estaba presidida por el Coronel José Anacleto Ordóñez y compuesta además por Raimundo Tiffer, Ignacio Marenco, Solano Castrillo, Manuel Sandoval y Nicolás de la Rocha Zapata (quien abandono la primera).

## Inspector general de armas

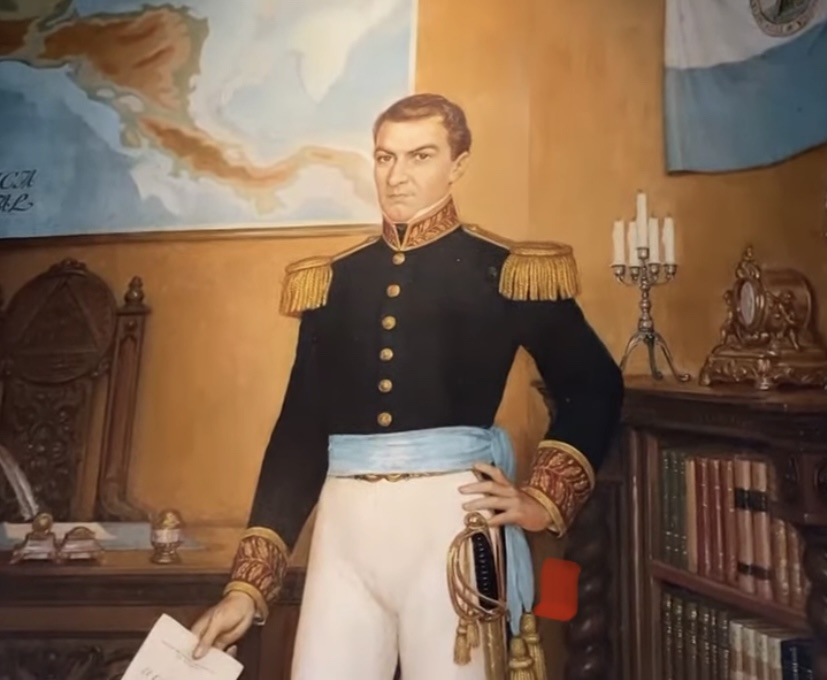
General Salvadoreño Manuel José Arce

Luego de la pacificación del estado de Nicaragua y antes de regresar a Guatemala, Manuel Arce envió al exilio al obispo Nicolás García Jerez, monarquista opuesto a la Independencia, y al presbítero Policarpo Irigoyen, ambos en rebeldía contra el gobierno federalista de Manuel Arzú con sede en León y le ofreció a Ordóñez, caudillo liberal federalista, el cargo de inspector general de Armas de la República Federal de Centroamérica.
Una vez instalado en Guatemala, Ordóñez asumió como inspector general de Armas de Centroaméricay miembro de la Junta Consultiva de Guerra del gobierno federal.
Siendo electo presidente de la República Federal, Arce cedió a los halagos de la oligarquía guatemalteca, el 6 de septiembre de 1825 hizo prisionero a Juan Burrindia, Jefe del Estado de Guatemala, y disolvió la Asamblea Legislativa Federal. Todo esto le ganó el desprecio de Ordóñez, quien lo ridiculizo durante un banquete oficial. Este incidente selló la enemistad entre ambos, el presidente Arce acusó a Ordóñez de conspiración y lo encarceló.
A inicios de 1827, Ordóñez se fugó de prisión huyendo hacia El Salvador en donde se unió a los liberales guatemaltecos. En marzo fue designado como uno de los jefes del ejército federalista que avanzó hacia Guatemala. El 23 de marzo se produjo el primer enfrentamiento y demostró su temple al ser único jefe que resistió en su posición garantizando la retirada de las demás tropas.
Murió en 1839 en la ciudad de San Salvador, El Salvador recibiendo honores oficiales en reconocimiento a sus servicios a la causa federal en Centroamérica. Sus restos reposan en la iglesia de San Esteban.

## Valoración de su figura
El intelectual nicaragüense, Luis Alberto Cabrales (1901-1974) en una semblanza publicada en 1958 afirmó: 
"Cleto Ordóñez es el primer caudillo popular de Nicaragua y el heroico defensor del régimen republicano de la lucha contra los imperialistas, partidarios de Iturbide."

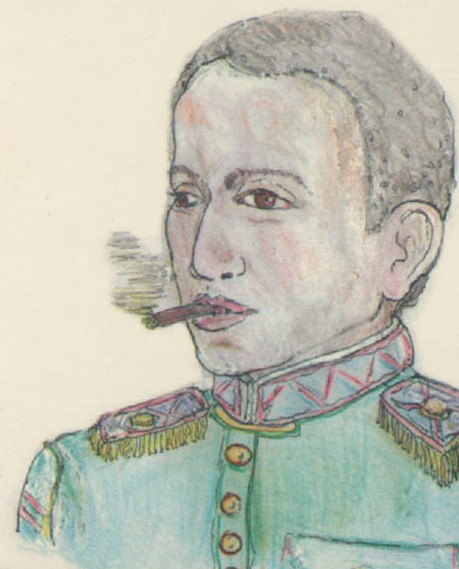
José Anacleto Ordóñez, "Primer Caudillo Popular de Nicaragua" ya que condujo al estado a la independencia al rebelarse contra el gobierno pro mexicano en 1823. Posteriormente se desempeñó como Jefe de Estado de Nicaragua dentro de la República Federal de Centroamérica.

Cleto Ordóñez fue un personaje histórico de Nicaragua que según José Coronel Urtecho, escritor nicaragüense, estaba dotado con cualidades naturales como "fácil de palabra, caer bien a pobres y ricos, con aptitudes de líder de masas" desafío a la aristócracia criolla y tuvo protagonismo relevante en la lucha independentista de los años 1811 - 1812. 
Fue un caudillo muy unido a las aspiraciones populares que luchó después de 1821 por la independencia real frente al monarquismo impuesto por el imperio mexicano de Iturbide. Sieno un auténtico convencido de las bondades del sistema republicano, fue un defensor del proyecto federal y del centroamericanismo.
El guatemalteco Pedro Molina, ferviente independentista y octavo jefe supremo del estado, en una carta que le dirigió el 22 de julio de 1823, le decía:
"Ambos somos liberales: ruego a Dios guarde su vida mucho en defensa de la patria."

## Homenaje
La efigie de Cleto Ordóñez apareció en el anverso de los billetes de 20 000 córdobas y 5 000 000 de córdobas, series FA y FB, de 1989 y 1990, respectivamente. En el reverso aparecía la iglesia de San Francisco, de Granada.